# Пікар (супутник)
«Пікар» (англ. PICARD) — супутник, призначений для одночасного вимірювання загального випромінювання Сонця, його спектрального розподілу, діаметра та форми Сонця, а також для зондування внутрішньої частини Сонця методом геліосейсмології. Ці вимірювання, отримані протягом місії, дозволили дослідити зміни цих параметрів як функцію сонячної активності.
Супутник був запущений разом із космічним кораблем «Призма» 15 червня 2010 року на ракеті-носії «Дніпро» з космодрому «Ясний» у Росії. Місія спочатку планувалась як дворічна, але насправді завершилася лише 4 квітня 2014 року.

## Історія
Місія «Пікар» названа на честь французького астронома XVII століття Жана Пікара (1620—1682), який здійснив перші точні вимірювання діаметра Сонця. Ці вимірювання були особливо важливі, бо були здійснені в період мінімальної сонячної активності й майже повної відсутності плям на Сонці між 1645 і 1710 роками. Цей період згодом дослідив Густав Шперер за архівними даними для спостережень сонячних плям і тепер відомий як Маундерівський мінімум. Порівнюючи діаметр Сонця під час Маундерівського мінімуму з його діаметром під час високої сонячної активності, виявили різницю, що порушило питання, чи змінюється діаметр Сонця залежно від активності.

## Платформа
«Пікар» використовував мікросупутникову платформу Myriade, розроблену Національним центром космічних досліджень Франції. Ця платформа розрахована на загальну масу близько 120 кг. Орієнтація в космосі підтримується за допомогою зоряного датчика, сонячних датчиків, магнітометра, гірометрів, кількох магнітних стрижнів та реакційних коліс. Для контролю орбіти й орбітальних маневрів платформа використовує гідразинову систему. Керування виконується за допомогою мікропроцесора T805. Доступна пам'ять для зберігання даних. Для телеметрії та телекомандування використовувався стандарт CCSDS.

## Корисне навантаження
Корисне навантаження місії «Пікар» складалось з наступних інструментів:
- SOVAP (SOlar VAriability PICARD): складається з диференціального радіометра та болометричного датчика для вимірювання загального випромінювання Сонця (сонячної сталої),
- PREMOS (PREcision MOnitor Sensor): комплект із 3 фотометрів для вивчення утворення та руйнування озону, а також для проведення геліосейсмологічних спостережень, а також диференціальний радіометр для вимірювання загальної сонячного випромінювання,
- SODISM (Solar Diameter Imager and Surface Mapper): телескоп для отримання зображень за допомогою ПЗЗ-матриці, що дозволяє вимірювати діаметр і форму Сонця з точністю до кількох дугових мілісекунд, а також проводити геліосейсмологічні спостереження для дослідження надр Сонця.